# Philip James
Philip Frederick Wright James (ur. 17 maja 1890 w Jersey City, zm. 1 listopada 1975 w Southampton w stanie Nowy Jork) – amerykański kompozytor, dyrygent, organista i pedagog.

## Życiorys
Ukończył College of the City of New York (1910). Był uczniem Rubina Goldmarka, Rosaria Scalera, Homera Norrisa, Elliota Schencka i Victora Herberta. Gry na organach uczył się u J. Warrena Andrewsa, Josepha Bonneta i w Paryżu u Alexandre’a Guilmanta. Od 1910 roku był członkiem American Guild of Organists. Uczestniczył w I wojnie światowej, pełnił funkcję dyrygenta orkiestry dętej Amerykańskiego Korpusu Ekspedycyjnego. Od 1919 do 1921 roku kierował chórem kościelnym w Montclair w stanie New Jersey, prowadził też Victor Herbert Opera Company. Dyrygował New Jersey Symphony Orchestra (1922–1929), Brooklyn Orchestra Society (1927–1930) i Bamberger Little Symphony (1929–1936). Od 1923 do 1955 roku wykładał na New York University, gdzie od 1933 roku kierował katedrą muzyki. W latach 1931–1933 wykładał ponadto gościnnie na Columbia University. Od 1933 roku był członkiem National Institute of Arts and Letters. W 1946 roku otrzymał tytuł doktora honoris causa College of the City of New York.
Tworzył w stylistyce późnoromantycznej.

## Wybrane kompozycje
(na podstawie materiałów źródłowych)

### Utwory orkiestrowe
- 3 uwertury Bret Harte (I b.d., II 1924, III 1934 zrewid. 1938)
- Kammersymphonie (1926)
- Overture in Olden Style on French Noëls na małą orkiestrę (1926; wersja zrewid. na dużą orkiestrę 1929)
- Judith na recytatora i orkiestrę kameralną (1927)
- Sea Symphony na baryton i orkiestrę (1928)
- suita Station WGZBX (1931)
- poemat symfoniczny Song of the Night (1931)
- Suita na smyczki (1933)
- Gwalia, Welsh Rhapsody na małą orkiestrę (1935; wersja zrewid. na dużą orkiestrę 1937)
- Sinfonietta na orkiestrę kameralną (1938; zrewid. 1941)
- Brennan on the Moor na małą orkiestrę (1939; także wersja na dużą orkiestrę 1940)
- Perstare et Praestare na orkiestrę dętą (1942)
- 2 symfonie (I 1943 zrewid. 1961, II 1946)
- uwertura E.F.G. na orkiestrę dętą (1944)
- Miniver Cheevy and Richard Cory na recytatora i orkiestrę (1947)
- poemat symfoniczny Chaumont na małą orkiestrę (1948)
- Fanfare and Ceremonial na orkiestrę dętą (1955; zrewid. 1962)

### Utwory kameralne
- Kwartet smyczkowy (1924; zrewid. 1939)
- Suita na kwintet dęty drewniany (1936)
- Kwartet fortepianowy (1938; zrewid. 1948)

### Utwory fortepianowe
- suita Old Town (1945)
- 12 Preludes (1946–1951)

### Utwory organowe
- Méditation à Ste. Clotilde (1915)
- Dithyramb (1921)
- Fête (1921)
- Sonata (1929)
- Pantomime (1941)
- Galarnad (1946)
- Novelette (1946)
- Solemn Prelude (1948)
- Alleluia-Toccata (1949)
- Pastorale (1949)
- Requiescat in pace (1949; zrewid. 1955)
- Passacaglia on an Old Cambrian Bass (1951; także wersja orkiestrowa 1956)
- Sortie (1973)

### Utwory wokalno-instrumentalne
- Magnificat na solistów, chór i organy (1910)
- Te Deum na chór i organy (1910)
- The Victory Riders na baryton i orkiestrę (1919–1925)
- Stabat mater speciosa na chór i orkiestrę (1921; zrewid. 1930)
- Missa imaginum na chór i orkiestrę (1929)
- Chorus of Shepherds and Angels na głosy żeńskie i smyczki (1959)
- Psalm CXLIX na chór i orkiestrę dętą (1960)
- Mass in Honor of St. Mark na chór i organy (1966)